# Ивашенец
Ивашенец — дипломат ВКЛ.
В 1458 году по указанию великого князя литовского и короля Польши Казимира IV приезжал в качестве посла вместе с писарем Якубом к великому князю московскому Василию Васильевичу Тёмному для переговоров об избранном митрополите Григории Болгарине, преемнике Исидора, которого московские святители не хотели признать. 